# Xian de Rong'an
Le xian de Rong'an (chinois simplifié : 融安县 ; chinois traditionnel : 融安縣 ; pinyin : Róng'ān Xiàn ; Zhuang : Rungznganh Yen) est un district administratif de la région autonome Zhuang du Guangxi en Chine. Il est placé sous la juridiction de la ville-préfecture de Liuzhou.

## Démographie
La population du district était de 319 195 habitants en 1999, et la population du district était de 285 641 habitants en 2010, dont 72 % de Zhuang, groupe ethnique principalement concentré dans cette région.